# San Francisco Gotera
San Francisco Gotera ist eine Gemeinde und gleichzeitig die Hauptstadt des Departamento Morazán in El Salvador. Durch die Stadt fließt der Río Grande de San Miguel. Sie befindet sich auf einer Höhe von 301 m und 169 km östlich von der salvadorianischen Hauptstadt San Salvador. Die Stadt hat eine Fläche von 59,76 km² und ist in 6 Kantone aufgeteilt, in denen insgesamt 21.049 Einwohner leben.

## Geschichte

### Bürgerkrieg
Während der ersten drei Jahre des Bürgerkriegs in El Salvador wurde die Bevölkerung der Stadt durch die Vertriebenen, die aus dem Norden des Landes fliehen mussten, fast verdreifacht. Die meisten Flüchtlinge stammten aus den Gemeinden Torola, San Fernando, Perquín, Arambala, Joateca, Jocoaitique, El Rosario, und Meanguera.
Während des Krieges wurde ein Teil des Parks in San Francisco Gotera in eine Militärbasis umgeformt und der andere Teil wurde zugepflastert. Nach dem Krieg war die Basis einige Jahre unbenutzt und wurde im Jahr 2002 schlussendlich in einen städtischen Markt umgebaut. Dieser Platz ist heute jedoch fast leer, da im Jahr 2003 ein weiterer, überdachter Markt mit fließendem Wasser eröffnet wurde.

### Name
Das Wort Gotera ist ein einheimisches Wort, das sich aus zwei anderen Wörtern zusammensetzt: Got, was so viel bedeutet wie Schlange und Era, was übersetzt Hügel bedeutet. Also heißt Gotera so viel wie Hügel der Schlangen. Die ursprüngliche Bevölkerung von Gotera lebte auf dem Gipfel eines Hügels namens Coroban, wo immer wieder Überreste der früheren Siedlung gefunden werden. Die heutige Stadt wurde nach der Gemeinde namens San Francisco benannt und hieß ab diesem Punkt San Francisco Gotera. Viele einheimische nennen die Stadt auch einfach Gotera.

## Wirtschaft
Bis in die 1980er Jahre lebte die Stadt durch den intensiven Handel von landwirtschaftlichen und handwerklichen Erzeugnissen, wie zum Beispiel Seile aus Zyperngras. In den letzten Jahren wurde die Wirtschaft mehr durch die Verarbeitung von synthetischen Materialien geprägt.

## Söhne und Töchter der Stadt
- Juan José Guzmán (1797–1847), von 1842 bis 1844 Präsident von El Salvador.